# Svjetske nomadske igre
Svjetske nomadske igre međunarodni su višešportsko natjecanje posvećene izvornim natjecanjima i športovima nomada Središnje Azije, gdje su te Igre najvažnije i najpraćenije međunarodno višešportsko natjecanje. Uz športski, na Igrama se izvodi i bogat kulturnih program nomadskih naroda, njihove tradicije i običaja. Održavaju se svake dvije godine, a domaćini su države na području Središnje Azije s nomadskim stanovništvom. Na Igrama nastupaju Turska, Kazahstan, Kirgistan, Azerbajdžan, Uzbekistan, Turkmenistan, Mongolija, Tadžikistan, Rusija (stepski dio Zakavkazja i južnog Sibira) i Afganistan.

## Športovi
Nomadi se natječu u svojim tradicionalnim športovima:
- alyš (kirgiski: Алыш), oblik hrvanja oko pasa
- salburun (ruski: Салбурун), mješavina sokolarstva, konjičkog streljaštva i lova s pasminom Taigan
- šagai, igra guščjim kostima
- Konjički športovi (galopske i kasačke utrke)
- er enish, hrvanje na konjima
- toguz korgol, igra za dva igrača s pločicama
- kuraš, turski oblik hrvanja
- kok-boru, hvatanje guski s konja

## Izdanja
| Izdanje | Nadnevak             | Domaćin                |
| ------- | -------------------- | ---------------------- |
| 1.      | 9. – 14. rujna 2014. | Cholpon-Ata, Kirgistan |
| 2.      | 3. – 8. rujna 2016.  | Cholpon-Ata, Kirgistan |